# チ。-地球の運動について-
『チ。-地球の運動について-』（チ ちきゅうのうんどうについて）は、魚豊による日本の青年漫画。『ビッグコミックスピリッツ』（小学館）2020年42・43合併号から2022年20号まで連載された。
15世紀のヨーロッパを舞台に、禁じられた地動説を命がけで研究する人間たちの生き様と信念を描いたフィクション作品。
2025年2月時点で、単行本全8巻の累計発行部数は500万部を突破している。
2024年10月から2025年3月までNHK総合にてテレビアニメが放送された。

## 制作背景
著者の魚豊は前作『ひゃくえむ。』で青春のクラブ活動を描いたため、次は人が死亡するようなサスペンス劇に挑戦したくなったといい、次のように語っている。
中世のヨーロッパって、自然科学の知性と、暴力的なフィジカルが渾然一体と結びついています。そのアンバランスさが、現代から見たら面白く映るのではと。
天動説から地動説へ移行する、知の感覚が大きく変わる瞬間がいいんですよね。哲学と結びついて、「コペルニクス的転回」や「パラダイムシフト」って言葉が生まれるくらいの衝撃を与えました。その瞬間が面白くて、漫画にしようと決意しました。
魚豊は本作品の原案をある編集部に持ち込んだが、「地動説というテーマがしっくりこない」という理由でなかなか具体化せず、別の編集者を探していた。そこに、「絶対に魚豊と一緒に仕事をしたい」と考えていたビッグコミックスピリッツ編集部の千代田修平が声をかけた。そして本作品の原案を聞き、「地動説というキーワードは相当面白そうだ」と感じたことから作品化が進むことになった。千代田は、「科学や歴史がテーマでかつ海外を舞台にした話なのでなかなか手に取りづらい作品」であると考え、なるべく最初は地動説や歴史物といった側面をできるだけ伏せ、宣伝においても「信念のために命を懸けること」を前面に出し、「万人に通用する面白さ」へと近づけることを意識したという。
現代の日本では、ガリレオ裁判などの印象が強いためか、「中世ヨーロッパでは地動説を唱える者へのキリスト教による激しい迫害・弾圧があった」と信じられていることが多いが、魚豊が「史実ではどうやら、地動説ってそこまで迫害を受けてはいなかったらしい」と語ったように、必ずしも地動説を支持した人の全員が処刑されたわけではない。実際の史実では、地動説を唱えたコペルニクスは領主司祭を務めるなど教会と良好な関係を持っていて、1533年に教皇クレメンス7世に地動説を伝え好評を得たが、それをあえて出版しようとはせず、周囲の勧めでようやく死の直前になって1543年に『天球の回転について』を出版している。出版直後から、地動説を断罪しようとする動きがカトリック教会側にもあったが、それをしようとした教皇宮廷神学顧問のバルトロメオ・スピナとドミニコ会の同僚、ジョバンニ・トロサーニが相次いで死亡したため、表面化しなかった。
一方、コペルニクスより後の時代に、反教会的な主張を多数したとして告発されたジョルダーノ・ブルーノは、コペルニクスが主張した地動説に基づく宇宙観による自説だけは断固として撤回せず、1600年に火刑に処された。ルネ・デカルトはその著書が禁書目録に指定され、教会の迫害を恐れた彼はヨーロッパの中でも比較的安全なオランダで多くの時を過ごした。また、地動説が認められなかったというのも、特定の時代に限られたことであり、現在では認められている。つまり、1992年10月にローマ法王ヨハネ・パウロ2世が地動説を認める以前の期間までのことである。
そのため、本作は作者が意図して史実とは違うフィクションを描いたものであり、登場する国名も「P王国」などとなっている。魚豊は「この勘違いも面白く感じて、テーマにしたいと思った」と語っている。

## 題名
『チ。』という題名の意味は、大地（だいち）のチ、血（ち）のチ、知識（ちしき）のチの3つからなる。

また『。』（句点）をつけた意図は、魚豊の好みでもあるが（前作『ひゃくえむ。』でもつけた）、主眼は「句点は文章の終わり、停止を意味する」ことにある。魚豊は次のように述べている。
大地が停止している状態を「。」で示していて、そこに地動の線（チ）がヒュッと入ることで、止まっていたものが動く状態になる。「地球は動くのか、動かないのか」を「。」で表現しています。
さらに、『チ。』という一文字と句点のみの題名にすることで、インターネットで検索をしづらくする狙いもある。魚豊がインターネットで作品名を検索（エゴサーチ）して他者の意見から影響されることを防ぎ、さらには読者が他者による感想に触れずに自分だけの意見を持つことを志向した。

## あらすじ

### 第1章
15世紀前半のヨーロッパの「P王国」では、「C教」という宗教が中心となっていた。地動説は、その教義に反く考え方であり、研究するだけでも拷問を受けたり、火あぶりに処せられたりしていた。その時代を生きる主人公・ラファウは、12歳で大学に入学し、神学を専攻する予定の神童であった。しかし、ある日、地動説を研究していたフベルトに出会ったことで地動説の美しさに魅入られ、命を賭けた地動説の研究が始まる。

### 第2章
剣闘士のオクジーは、偶然森の中で書物の入った石箱を発見し、地動説の世界に巻き込まれていく。

### 第3章
移動民族のドゥラカは、異端解放戦線隊長のシュミットたちと地動説の活版印刷をひそかに実行しようとする。

### 最終章
1468年ポーランド王国都市部。パン屋で働く青年アルベルトは、親方から大学進学を勧められるが、無意味だと断る。教会にパンを届けたアルベルトは、偶然告解室に入り少年時代の思い出を話す。アルベルトの父親は知識欲旺盛で、アルベルトに家庭教師としてラファウという青年をつける。だが父親とささいなことで行き違ったラファウは父親を殺害して逮捕された。知に関わった者の末路と恐れるアルベルトに、告解室の聖職者は大学で答えを探すことを助言する。大学に入学したアルベルトは、街中で「地球の運動について」という本の利益の1割がポトツキに支払われる、という話を耳にする。その後大学教員となったアルベルトは、「惑星の新理論」の注釈書を書いた。

## 登場人物
声の項はテレビアニメ版の声優。

### 第1章
ラファウ
声 - 坂本真綾
12歳で大学に進級し、神学を専攻する予定だった神童。ある日、フベルトと出会い、地動説の美しさに魅入られる。
フベルト
声 - 速水奨
地動説を研究し、異端者として捕まっていた学者。改心したと嘘をついて出所し、ポトツキに引き取られる。
ポトツキ
声 - 巻島康一
ラファウの義父。ラファウの通う学校の教師。
ノヴァク
声 - 津田健次郎
元傭兵の異端審問官。常にけだるげな態度をとっている。

### 第2章
オクジー
声 - 小西克幸
代闘士。超ネガティブ思考。優れた視力を持つが、空を見ることを恐れている。現世に何も期待しておらず、早く天国に行きたいと願っている。
バデーニ
声 - 中村悠一
修道士。「人生を特別にする瞬間」を求め、教会の規律に従うことなく純粋に「知」を追求した結果、眼を焼かれ田舎村に左遷された。知識量、計算力など並外れた頭脳をもつ。右目に眼帯をしている。
ヨレンタ
声 - 仁見紗綾
天文研究助手。14歳。宇宙論の大家の施設に入れたが、「女だから」という理由で満足に研究をさせてもらえずに絶望している。バデーニが出題した難問を解くなど、施設でも有数の頭脳をもつ。コルベの助手。
グラス
声 - 白石稔
オクジーの同僚。超ポジティブ思考。家族を亡くし絶望していた中、火星の観測をすることによって生きる希望を見出した。
ノヴァク
元傭兵の異端審問官。第1章より老いたが剣の腕は衰えておらず、オクジーに「戦ったら多分(自分が)死ぬ」と諦めさせる程。家族に自分の仕事の詳細は伝えていない。
ピャスト
声 - ふくまつ進紗（青年期：浪川大輔）
宇宙論の大家。ヨレンタの雇い主で、完璧な「天動説」証明に人生を捧げている。女性差別問題について一定の理解がある。
コルベ
声 - 島﨑信長
ヨレンタの先輩。ヨレンタが作成した論文を自身の名義で発表。ヨレンタの実力を認める度量はあるが、女性軽視の感覚は抜けていない。
異端者
声 - 三瓶雄樹
輸送中にグラスを説得し、共に脱走する。ノヴァクの攻撃からオクジーを庇って死ぬが、フベルトの首飾りと研究資料をオクジーに託す。
アントニ
声 - 三上哲
司教の息子。教会の今後を考え、ノヴァクを敵視している。

### 第3章
ドゥラカ
声 - 島袋美由利
黒髪の少女で移動民族の1人。略奪行為で生きてきた同胞達に生産の仕組みを教える等、非常に聡明。略奪に行った父が死んだ事から「父は貧しいから死んだ。死にたくないなら金を稼がないと」という信念を抱くようになった。オクジーが残した本を読んで地動説を知り、ヨレンタの意志を継ぐ。
シュミット
声 - 日野聡
異端解放戦線隊長。解放戦線の志願者に独特な入隊試験を行う。
殺し合いは人間が原因だと考え、自然を崇拝する。
フライ
声 - 内田夕夜
異端解放戦線メンバーの1人。この頃、まだ一部の人間しか知らない最新技術であった爆薬の調合に秀でている。冷静沈着な人物。
レヴァンドロフスキ
声 - 小松史法
異端解放戦線メンバーの一人。声が大きい。
ヨレンタ
声 - 行成とあ
異端解放戦線組織長。異端解放戦線の根幹ともいえる地動説を世に広めるという目的のため、活版印刷での本の制作を計画。他の地動説支持者と同じく、生涯をかけて地動説を後世に繋ぐ。
ドゥルーヴ
声 - 西村知道
ドゥラカの叔父で彼女の唯一の肉親。父の死に落ち込むドゥラカに信念を持って生きろと教えるが、命惜しさに姪をアントニに売った。彼の信念は「信念を捨ててでも生き残る」だったが、シュミット達の襲撃に巻き込まれて死んだ。
ノヴァク
元異端審問官。第2章での悲劇により酒浸りの日々を送る。かつて部下であったダミアン司教に個人的に雇われている。
アントニ
司教として登場。ノヴァクを敵視している。傲慢な言動は変わっていないが、派閥争いが激しい教会の未来を案じてもいる。
アッシュ
声 - 原田翔平
異端審問官。教皇直属の部下で、異端者を容赦なく拷問にかける。
マズル
声 - 入野自由
異端審問官。

### 最終章
これまでのP国やC教などイニシャル表記ではなく、ポーランド王国と明言される。
アルベルト・ブルゼフスキ
声 - 石毛翔弥、種崎敦美(少年期)
1470年ポーランド王国にてパン屋手伝いをする青年。かつては「学ぶこと」が大好きだったがあることをきっかけに学問嫌いになる。 しかしある日、司祭と話をしたことで再び学問の道へ進むことになる。
実在した人物。アルベルトの元で天文を学んだ生徒の一人にニコラウス・コペルニクスがいた。
ラファウ
声 - 坂本真綾
少年時代のアルベルトの家庭教師。1章の主人公と同名であり、外見や出自の経緯も一致している。アニメでは声優も同一。
真理を追い求めた者が必ずしも正義とはいえないという1章との対比意図も、本章のラファウこそ「現実世界のポーランド」での同一人物であり、第3章までは別世界のパラレルワールドだったことを示唆しているとも考えられる。
親方
声 - 中島卓也
アルベルトが世話になっているパン職人。彼を高く評価しており、大学へ行く学費の提供を申し出る。
司祭
声 - 間島淳司
アルベルトの懺悔を聞く。

## 評価
2021年、「マンガ大賞」第14回（2021年）にて第2位。「次にくるマンガ大賞2021」にてコミックス部門第10位。『このマンガがすごい！2022』オトコ編にて第2位。第1回『このマンガがすごい! 芸人楽屋編』にて第6位。『THE BEST MANGA 2022 このマンガを読め！』にて第6位にランクイン。
2022年、「漫道コバヤシ漫画大賞2021」ではグランプリを獲得。「全国書店員が選んだおすすめコミック2022」にて第5位。「マンガ大賞」第15回（2022年）にて第5位。同年4月には第46回「講談社漫画賞」総合部門の最終候補に選出。同月には第26回手塚治虫文化賞のマンガ大賞に選ばれている。
2021年9月に単行本第5巻の発売をもって、シリーズ累計部数が100万部を突破した際は、3種類のPVが公開された。
2022年11月に理化学研究所と編集工学研究所の共同プロジェクト「科学道100冊」に選出されている。
2023年8月、第54回星雲賞コミック部門を受賞。
2024年5月、第18回日本科学史学会特別賞を受賞。

## 書誌情報
- 魚豊 『チ。-地球の運動について-』 小学館 〈ビッグコミックス〉、全8巻
  1. 2020年12月11日発売[13]、ISBN 978-4-09-860778-5
  2. 2021年1月12日発売[29]、ISBN 978-4-09-860801-0
  3. 2021年3月30日発売[30]、ISBN 978-4-09-860878-2
  4. 2021年6月30日発売[31]、ISBN 978-4-09-861071-6
  5. 2021年9月30日発売[32]、ISBN 978-4-09-861146-1
  6. 2021年12月28日発売[33]、ISBN 978-4-09-861206-2
  7. 2022年3月30日発売[34][35]、ISBN 978-4-09-861260-4
  8. 2022年6月30日発売[36]、ISBN 978-4-09-861317-5

## テレビアニメ
2022年6月にマッドハウス制作によるアニメ化が発表され、2024年10月5日より2025年3月15日までNHK総合にて連続2クールで放送された。初回は2話連続で放送された。

### スタッフ
- 原作 - 魚豊[7]
- 監督 - 清水健一[7]
- シリーズ構成・脚本 - 入江信吾[7]
- キャラクターデザイン・総作画監督 - 筱雅律[7]
- プロップデザイン - おだし・菊池有騎（第1話）
- 美術監督 - 河合泰利[38]
- 色彩設計 - 今野成美[38]
- 撮影監督 - 伏原あかね[38]
- 編集 - 木村佳史子[38]
- 音響監督 - 小泉紀介[7]
- 音楽 - 牛尾憲輔[7]
- プロデューサー - 長内敦、岡本順哉、苗代憲一郎、吉田勇樹、上野勇介、山﨑友加里
- アニメーションプロデューサー - 岡恒成
- アニメーション制作 - マッドハウス[7]
- 製作・著作 - チ。-地球の運動について-製作委員会

### 主題歌
「怪獣」
サカナクションによるオープニングテーマ。作詞は山口一郎、作曲・編曲はサカナクション。
「アポリア」
ヨルシカによる第1章・第2章（第一話 - 第十五話）エンディングテーマ。作詞・作曲・編曲はn-buna。
「へび」
ヨルシカによる第3章・最終章（第十六話 - 第二十五話）エンディングテーマ。作詞・作曲・編曲はn-buna。

### 各話リスト
| 話数       | サブタイトル                         | 絵コンテ   | 演出       | 作画監督                                                                 | 初放送日       |       |       |       |       |       |       |       |       |       |       |       |       |       |       |       |       |       |       |       |
| 第1章      | 第1章                                | 第1章      | 第1章      | 第1章                                                                    | 第1章          | 第1章 | 第1章 | 第1章 | 第1章 | 第1章 | 第1章 | 第1章 | 第1章 | 第1章 | 第1章 | 第1章 | 第1章 | 第1章 | 第1章 | 第1章 | 第1章 | 第1章 | 第1章 | 第1章 |
| ---------- | ------------------------------------ | ---------- | ---------- | ------------------------------------------------------------------------ | -------------- | ----- | ----- | ----- | ----- | ----- | ----- | ----- | ----- | ----- | ----- | ----- | ----- | ----- | ----- | ----- | ----- | ----- | ----- | ----- |
| 第一話     | 『地動説』、とでも呼ぼうか           | 清水健一   | 渡邉こと乃 | 菊池有騎 斉藤和也                                                        | 2024年 10月5日 |       |       |       |       |       |       |       |       |       |       |       |       |       |       |       |       |       |       |       |
| 第二話     | 今から、地球を動かす                 | 清水健一   | 又野弘道   | 山﨑展義 飯飼一幸 朴乾河                                                 | 10月6日        |       |       |       |       |       |       |       |       |       |       |       |       |       |       |       |       |       |       |       |
| 第三話     | 僕は、地動説を信じてます             | 清水健一   | 三好正人   | 金正男 Wei Xulonmg Kim Wonyoung Park Joo-hyeon Lee Munsu Jeon Byeongjun  | 10月12日       |       |       |       |       |       |       |       |       |       |       |       |       |       |       |       |       |       |       |       |
| 第2章      |                                      |            |            |                                                                          |                |       |       |       |       |       |       |       |       |       |       |       |       |       |       |       |       |       |       |       |
| 第四話     | この地球は、天国なんかよりも美しい   | 神志那弘志 | 川野麻美   | 齊藤格 大野勉                                                            | 10月19日       |       |       |       |       |       |       |       |       |       |       |       |       |       |       |       |       |       |       |       |
| 第五話     | 私が死んでもこの世界は続く           | 坂田純一   | 三好正人   | ジョン・ビョンジュン パク・シンジュン イ・ムンス 仲金 魏旭龍             | 10月26日       |       |       |       |       |       |       |       |       |       |       |       |       |       |       |       |       |       |       |       |
| 第六話     | 世界を、動かせ                       | 葉摘田緒   | 渡邉こと乃 | ユ・スンヒ キム・ギョンホ キム・ジョンバム イ・ガンウ ガン・ミエ         | 11月2日        |       |       |       |       |       |       |       |       |       |       |       |       |       |       |       |       |       |       |       |
| 第七話     | 真理のためなら                       | 澤井幸次   | 森洸貴     | ジョン・ビョンジュン パク・シンジュン イ・ムンス チェ・ジョンファ 魏旭龍 | 11月9日        |       |       |       |       |       |       |       |       |       |       |       |       |       |       |       |       |       |       |       |
| 第八話     | イカロスにならねば                   | 渡邉こと乃 | 渡邉こと乃 | 菊池有騎 斉藤和也 日向正樹                                               | 11月16日       |       |       |       |       |       |       |       |       |       |       |       |       |       |       |       |       |       |       |       |
| 第九話     | きっとそれが、何かを知るということだ | 川野麻美   | 川野麻美   | 阿部純子 竹内帆波美 志水よしこ 日向正樹                                  | 11月23日       |       |       |       |       |       |       |       |       |       |       |       |       |       |       |       |       |       |       |       |
| 第十話     | 『知』                               | 清水健一   | 又野弘道   | 飯飼一幸 パク・ゴンハ                                                    | 11月30日       |       |       |       |       |       |       |       |       |       |       |       |       |       |       |       |       |       |       |       |
| 第十一話   | 『血』                               | 髙田昌豊   | 髙田昌豊   | ユ・スンヒ イ・チャン ホ・ソンジン                                       | 12月8日        |       |       |       |       |       |       |       |       |       |       |       |       |       |       |       |       |       |       |       |
| 第十二話   | 俺は、地動説を信仰してる             | 清水健一   | 川野麻美   | 日向正樹 戸井田珠里 村上史明                                             | 12月14日       |       |       |       |       |       |       |       |       |       |       |       |       |       |       |       |       |       |       |       |
| 第十三話   | 『自由』を                           | 清水健一   | 松村政輝   | 阿部純子 香月邦夫 志水よしこ 竹内帆波美                                  | 12月21日       |       |       |       |       |       |       |       |       |       |       |       |       |       |       |       |       |       |       |       |
| 第十四話   | 今日のこの空は                       | 渡邉こと乃 | 渡邉こと乃 | 日向正樹                                                                 | 12月28日       |       |       |       |       |       |       |       |       |       |       |       |       |       |       |       |       |       |       |       |
| 第十五話   | 私の、番なのか?                      | 澤井幸次   | 三好正人   | パク・シンジュン チョン・ビョンジュン 仲金 季亜晨                        | 2025年 1月4日  |       |       |       |       |       |       |       |       |       |       |       |       |       |       |       |       |       |       |       |
| 第3章      |                                      |            |            |                                                                          |                |       |       |       |       |       |       |       |       |       |       |       |       |       |       |       |       |       |       |       |
| 第十六話   | 行動を開始する                       | 川野麻美   | 川野麻美   | 吉川真一 菊池有騎 斉藤和也                                               | 1月11日        |       |       |       |       |       |       |       |       |       |       |       |       |       |       |       |       |       |       |       |
| 第十七話   | この本で大稼ぎできる、かも           | 澤井幸次   | 又野弘道   | 飯飼一幸 田之上慎 パク・グンファ                                         | 1月18日        |       |       |       |       |       |       |       |       |       |       |       |       |       |       |       |       |       |       |       |
| 第十八話   | 情報を解放する                       | 澤井幸次   | 増原光幸   | 阿部純子 南伸一郎 ジョン・ビョンジュン パク・シンジュン                  | 1月25日        |       |       |       |       |       |       |       |       |       |       |       |       |       |       |       |       |       |       |       |
| 第十九話   | 迷いの中に倫理がある                 | 渡邉こと乃 | 森洸貴     | ユ・スンヒ カン・ミエ キム・ジョンバム キム・キョンウン                  | 2月1日         |       |       |       |       |       |       |       |       |       |       |       |       |       |       |       |       |       |       |       |
| 第二十話   | 私は、地動説を愛している             | 髙田昌豊   | 髙田昌豊   | 阿部純子 星野拓 竹内帆波美 早乙女啓 竹内杏子                             | 2月8日         |       |       |       |       |       |       |       |       |       |       |       |       |       |       |       |       |       |       |       |
| 第二十一話 | 時代は変わる                         | 北川朋哉   | 北川朋哉   | 日向正樹 村上史明 吉川真一                                               | 2月15日        |       |       |       |       |       |       |       |       |       |       |       |       |       |       |       |       |       |       |       |
| 第二十二話 | 君らは歴史の登場人物じゃない         | 清水健一   | 川野麻美   | 菊池有騎 宮前真一 香月邦夫 斉藤和也                                      | 2月22日        |       |       |       |       |       |       |       |       |       |       |       |       |       |       |       |       |       |       |       |
| 第二十三話 | 同じ時代を作った仲間                 | 清水健一   | 森洸貴     | 吉川真一 日向正樹                                                        | 3月1日         |       |       |       |       |       |       |       |       |       |       |       |       |       |       |       |       |       |       |       |
| 最終章     |                                      |            |            |                                                                          |                |       |       |       |       |       |       |       |       |       |       |       |       |       |       |       |       |       |       |       |
| 第二十四話 | タウマゼインを                       | 川野麻美   | 礒増正光   | カン・ミエ キム・ジョンバム イ・ガンウ                                   | 3月8日         |       |       |       |       |       |       |       |       |       |       |       |       |       |       |       |       |       |       |       |
| 第二十五話 | ？                                   | 川尻善昭   | 川野麻美   | 村上史明 竹内杏子 宮前真一 星野拓 菊池有騎                               | 3月15日        |       |       |       |       |       |       |       |       |       |       |       |       |       |       |       |       |       |       |       |

### 放送局
| 放送期間                      | 放送時間               | 放送局  | 対象地域 | 備考     |
| ----------------------------- | ---------------------- | ------- | -------- | -------- |
| 2024年10月5日 - 2025年3月15日 | 土曜 23:45 - 日曜 0:10 | NHK総合 | 日本全域 | 字幕放送 |

インターネットでは、各話放送終了後にNetflixおよびABEMAにて配信。なお、NHK総合のサイマル配信を行っているNHKプラスでは同時配信は実施するものの、追っかけ再生並びに見逃し配信には対応していない。

### BD
| 巻  | 発売日            | 収録話              | 規格品番   |
| --- | ----------------- | ------------------- | ---------- |
| BOX | 2025年9月26日予定 | 第一話 - 第二十五話 | ZMAZ-18481 |

| NHK総合 土曜 23:45 - 日曜 0:10 | NHK総合 土曜 23:45 - 日曜 0:10 | NHK総合 土曜 23:45 - 日曜 0:10 |
| 前番組                         | 番組名                         | 次番組                         |
| ------------------------------ | ------------------------------ | ------------------------------ |
| 烏は主を選ばない               | チ。-地球の運動について-       | GAMERA -Rebirth-               |

## 舞台
2025年3月にホリプロステージによる舞台化が発表。同年10月に東京・新国立劇場中劇場にて上演され、11月にツアー公演予定。

### キャスト
- 窪田正孝
- 三浦透子
- 大貫勇輔
- 吹越満
- 成河
- 森山未來

### スタッフ（舞台）
- 原作 - 魚豊[45]
- 脚本 - 長塚圭史[45]
- 演出 - アブシャロム・ポラック[45]
- 音楽 - 阿部海太郎[45]
- 振付 - エラ・ホチルド[45]
- 美術 - 堀尾幸男[45]
- 照明 - ヨアン・ティボリ[45]
- 音響 - 井上正弘[45]
- 衣装 - 廣川玉枝[45]
- 通訳 - 石丸由紀、吉田真由子[45]
- 歌唱指導 - 筒井直子[45]
- 振付助手 - 皆川まゆむ[45]
- 演出助手 - 神野真理亜[45]
- 舞台監督 - 足立充章[45]
- アートディレクション - いすたえこ[45]
- フォトグラファー - トキ[45]
- スタイリスト - 藤谷香子[45]
- ヘアメイク - 友森理恵[45]
- ヘッドピース制作 - 奥平正芳[45]
- レタッチャー - 三島佑季子[45]
- PV制作 - mimoid inc.[45]
- オフィシャルプロモーションソング - PK shampoo「星」[45]
- 主催 - ホリプロ、TOKYO FM[45]
- 企画制作 - ホリプロ[45]

## コラボレーション
往復書簡プロジェクト「共通言語」
魚豊とamazarashiが互いに相手の作品をテーマに新たな作品を制作し、作品を通じて会話を交わすという新しい試みとしてスタート。2022年3月にamazarashiの楽曲「1.0」をテーマにした魚豊描き下ろしイラストとMVが製作され、同年6月には漫画「チ。」をテーマにしたamazarashi 書き下ろし楽曲として「カシオピア係留所」がリリースされた。
特別展「チ。 ー地球の運動についてー 地球(いわ)が動く」
日本科学未来館にて2025年3月14日 - 6月1日に開催された。天動説から地動説への転換を、テレビアニメのハイライトシーンとともに紹介。